# Marco Lusini
Marco Lusini (Siena, 8 settembre 1936 – Firenze, 3 ottobre 1989) è stato un artista italiano attivo nei campi della pittura, scultura, fotografia e poesia.
Nato a Siena, frequentò la scuola d'arte prima di trasferirsi a Firenze nel 1960.   Qui lavorò presso lo studio fotografico “Bazzechi”, prima di affermarsi come pittore. È particolarmente noto per il suo contributo alla scena artistica fiorentina, dove strinse amicizia e collaborò con importanti figure letterarie e poetiche del secondo dopoguerra, tra cui Mario Luzi, Alessandro Parronchi, Elvio Natali, Piero Santi, Elio Filippo Accrocca, Enzo Carli, Alfonso Gatto, Giulio Guberti, Franco Solmi, Carlo Segala e Claudio Spadoni. 
La sua opera raggiunse una vasta fama sia in Italia che all'estero.
Il poeta italiano Mario Luzi descrisse i primi lavori di Lusini come caratterizzati da "intense figurazioni di estraneità e disinganno", sottolineando come questi permettessero agli spettatori di entrare in contatto con l'opera stessa. Luzi confrontò questa fase con le opere successive di Lusini, in cui intravedeva "un nuovo, estremo sentimento di attesa e forse anche qualcosa di più... il senso acutissimo dell'imminenza di un evento finale"
Il critico d'arte Elvio Natali osservò che "l'unico soggetto indefettibile" che ricorre in tutta l'opera di Lusini è "L'immagine umana, sia essa immagine di donna o immagine di uomo, spesso asessuale, come simbolo di un destino comune e indifferenziato".  Notò inoltre che l'opera di Lusini attraversava diversi cicli in olii, tempere, disegni, scultura, tra cui le "Amanti", le "Figure misteriose", l'"Omaggio a Brecht ", l'"Oggetto donna" e i "Paesaggi onirici". 
Nel 1978 Lusini espose le sue opere a Miami, in Florida .    Dopo la morte di Lusini, Gerhard Gruitrooy dedicò il suo articolo su Giovanni Battista Naldini alla memoria di Lusini nel volume diciassette del The J. Paul Getty Museum Journal . 